# Жвалевский, Андрей Валентинович
Андрей Валентинович Жвалевский (род. 28 мая 1967, Гродно) — белорусский писатель, сценарист и драматург.

## Биография
Родился в г. Гродно (Беларусь).
В 1991 году с отличием окончил физический факультет БГУ. После окончания занимался фундаментальной наукой, дизайном ценных и защищенных бумаг, работал в издательстве.
Первая книга «Порри Гаттер и Каменный Философ», написанная в соавторстве с Игорем Мытько, вышла в 2002 году и сразу принесла авторам известность. Кроме цикла «Порри Гаттер» написал серию иронических женских романов «М + Ж» (в соавторстве с Евгенией Пастернак), фантастические романы «Мастер сглаза» и «Мастер силы», два десятка компьютерных самоучителей и др.
Весной 2006 года Жвалевский и Мытько получили национальную детскую премию «Заветная мечта» в номинации «Самая смешная книга» за иронический роман ужасов «Здесь вам не причинят никакого вреда».
Весной 2007 года за этот же роман на конвенте Роскон авторы получили премию «Алиса» (за лучшее фантастическое произведение для детей).
В сентябре 2007 года Жвалевский в соавторстве с Евгенией Пастернак стал финалистом премии «Алые паруса» за рукопись «Правдивая история Деда Мороза». В мае 2008 эта же рукопись отмечена «Малой премией» на «Заветной мечте». В 2011 году в издательстве АрМир вышел аудиоспектакль «Правдивая история Деда Мороза» (режиссёр и автор сценария Ирина Воскресенская).
Весной 2010 года повесть «Время всегда хорошее», написанная Жвалевским в соавторстве с Евгенией Пастернак, получила премию «Алиса», а в июне 2011 года заняла третье место во всероссийском конкурсе Книгуру.
Повесть «Гимназия № 13» (в соавторстве с Е. Пастернак) стала финалистом премии имени Крапивина и заняла первое место на фестивале «ДАР» (2011).
Сборник рассказов «Шекспиру и не снилось» занял второе место на конкурсе Книгуру сезона 2011—2012.
Повесть «Я хочу в школу!» вошла в короткие списки премии им. С. Михалкова (2012) и национального конкурса «Книга года» в номинации «Вместе с книгой мы растем» (2013)
С 2005 года — член группы сценаристов, которая пишет сценарии для телесериалов, среди которых — популярный сериал «Солдаты».
По итогам профессионального конкурса «Брэнд года—2012», проводимого в Беларуси (25 января 2013 года), Андрей Жвалевский стал бренд-персоной 2012 года в номинации «Культура».
В 2015 году совместно с Евгенией Пастернак стал лауреатом премии «Размышления о Маленьком Принце».
С 2017 года пишет пьесы, в основном — инсценировки собственных книг. 15 июня 2017 года состоялась премьера спектакля «Я хочу в школу» по одноимённой повести Жвалевского и Пастернак. С 2018 года в Белорусском ТЮЗ идёт спектакль «З нагоды мёртвых душ» по книге Жвалевского и Пастернак «Смерть Мертвым Душам!».

## Фильмография (сценарист)
- 2006 — Солдаты-10 (сериал)
- 2007 — Солдаты-11 (сериал)
- 2007 — Солдаты-12 (сериал)
- 2007 — Солдаты-13 (сериал)
- 2008 — Смальков. Двойной шантаж (сериал)
- 2008 — Солдаты-14 (сериал)
- 2013 — Дофамин ... идея; короткометражка
- 2013 — Мент в законе 7 (сериал)
- 2013 — Поставляется в комплекте ... идея, новелла «Дофамин»
- 2013 — Солдаты-17: Снова в строю (сериал)
- 2014 — Мент в законе 8 (сериал)
- 2014 — Мент в законе 9 (сериал)
- 2014—2015 — Луна (сериал)
- 2016 — Наследники (сериал)
- 2017 — Когда мы дома. Новая история (сериал)
- 2019 — СМЕРШ (сериал), новелла «Дорога огня»
- 2022 — СМЕРШ. Продолжение (сериал)
- 2023 — Пианистка-2 (сериал)
- 2023 — Пианистка-3 (сериал)
- 2023 — Я знаю твои секреты. Мертвые души (сериал)

## Литературные премии
- 2006 — Заветная мечта (премия) в номинации «Самое смешное произведение» («Здесь вам не причинят никакого вреда»)
- 2007 — Премия «Алиса» («Здесь вам не причинят никакого вреда»)
- 2008 — Премия «Алые паруса» и Заветная мечта (премия) в номинации «Малая премия» за книгу «Правдивая история Деда Мороза» (в конкурсах книга участвовала под названием «Откуда взялся Дед Мороз и почему он никуда не денется»)
- 2010 — Премия «Алиса» («Время всегда хорошее»)
- 2011 — Премия «Книгуру» (3-е место) («Время всегда хорошее»)
- 2012 — Финал премии «Ясная Поляна» («Время всегда хорошее»), Премия «Книгуру» (2-е место) («Шекспиру и не снилось»), финал премии имени Михалкова («Я хочу в школу»)
- 2013 — Премия имени Крапивина[8] («Смерть Мертвым Душам»)
- 2015 — Премия «Размышления о Маленьком Принце»
- 2017 — «Русская премия» в номинации «Малая проза» («Открытый финал»)

Кроме того, книги Жвалевского и Пастернак неоднократно становились победителями читательских конкурсов: «Нравится детям Ленинградской области», «Нравится детям Белгородской области» Архивная копия от 5 февраля 2020 на Wayback Machine, «Книга года: выбирают дети» и других.

## Почётные звания
- Лорд ДФ

## Фотогалерея

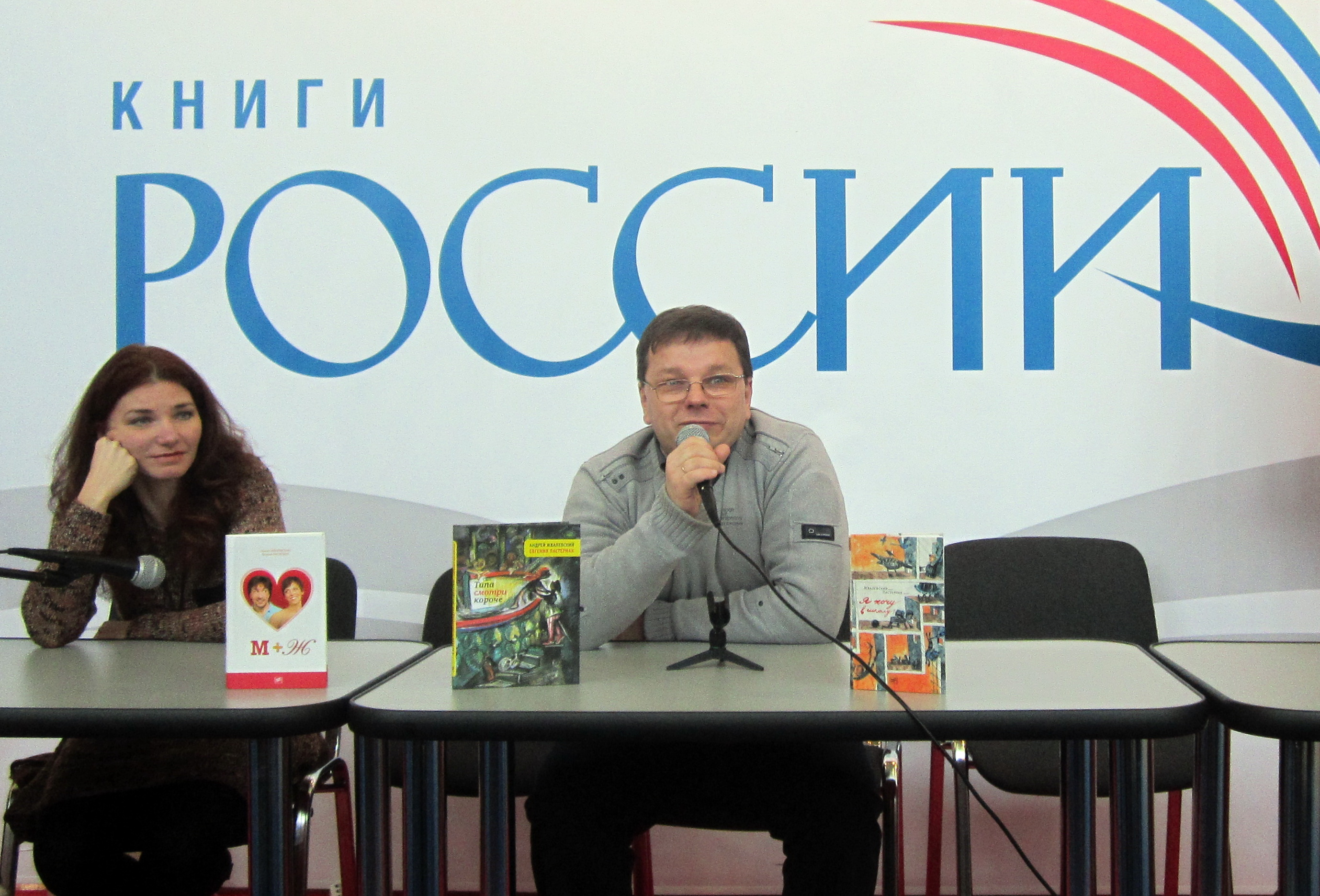
Андрей Жвалевский и соавтор Евгения Пастернак. Встреча с читателями. XX Международная книжная ярмарка (Минск, 2013 год)
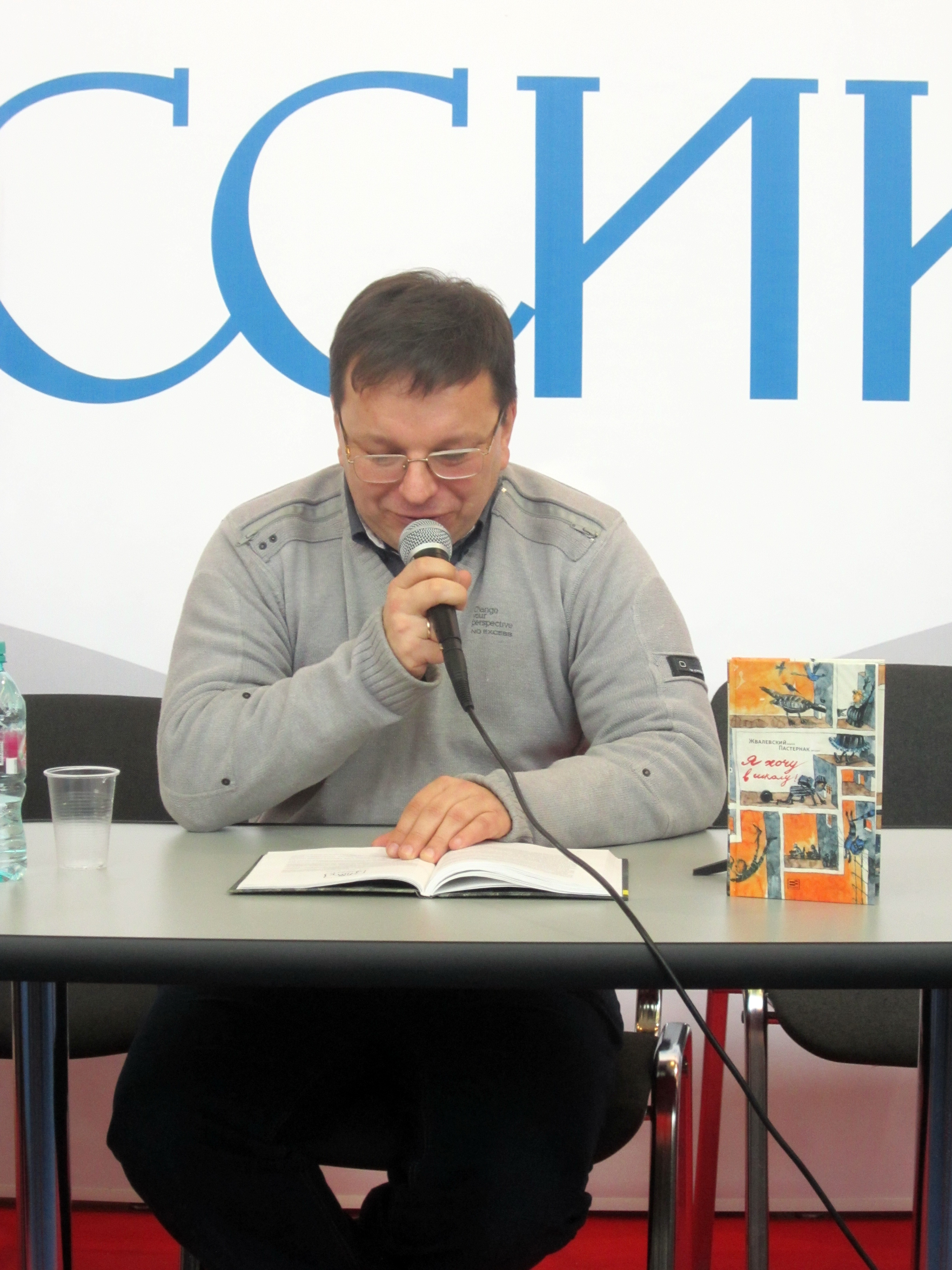
Прочтение отрывка из новой книги
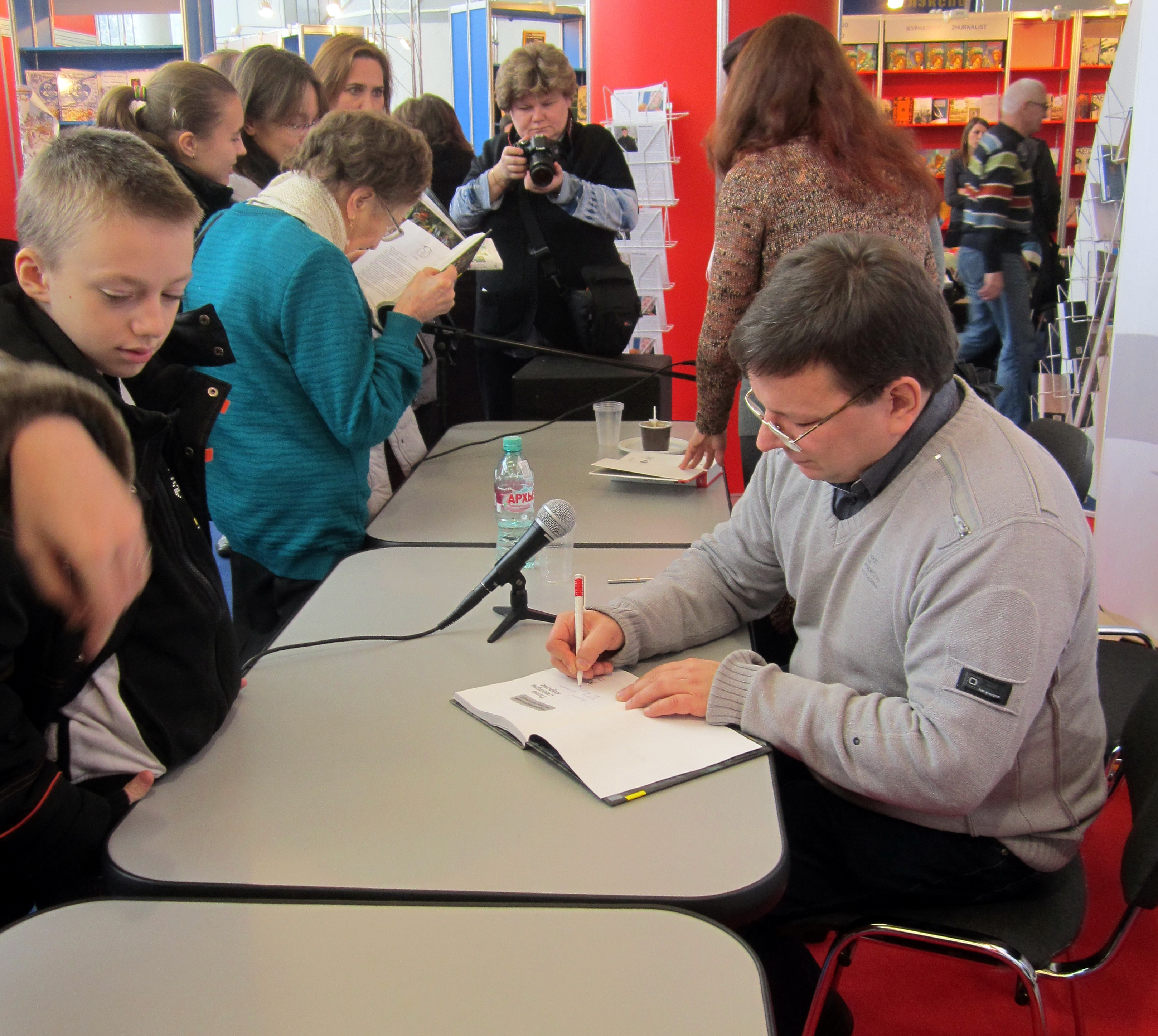
Раздача автографов

## Комментарии
1. ↑  Жюри, состоящее из представителей рекламных агентств, руководителей крупных компаний и экспертов из Беларуси, России и Украины, выбирает самые узнаваемые брэнды страны.